# Eutrichota assimilis
Eutrichota assimilis este o specie de muște din genul Eutrichota, familia Anthomyiidae. A fost descrisă pentru prima dată de Huckett în anul 1939.
Este endemică în California. Conform Catalogue of Life specia Eutrichota assimilis nu are subspecii cunoscute.